# Danh sách tập của Make It Pop
Make It Pop là chương trình nhạc kịch hài kịch về K-pop bởi người Mỹ và người Canada có format giống như telenovela chiếu trên Nickelodeon tại Mỹ và trên YTV tại Canada. Chương trình chiếu lần đầu trên Nickelodeon vào ngày 26 tháng 3 năm 2015, và chiếu trên YTV vào ngày 9 tháng 9 năm 2015.

## Số tập
| Mùa | Mùa | Số tập | Số tập | Phát sóng gốc       | Phát sóng gốc       |
| Mùa | Mùa | Số tập | Số tập | Phát sóng lần đầu   | Phát sóng lần cuối  |
| --- | --- | ------ | ------ | ------------------- | ------------------- |
|     | 1   | 20     | 20     | 26 tháng 3 năm 2015 | 1 tháng 5 năm 2015  |
|     | 2   | 20     | 20     | 4 tháng 1 năm 2016  | 29 tháng 1 năm 2016 |